# Leon Stein
Leon Stein (Chicago, Illinois, 18 september 1910 – 9 mei 2002) was een Amerikaans componist, muziekpedagoog en dirigent.

## Levensloop
Leon Stein is een zoon uit Oekraïense ouders. Zijn vader en zijn moeder werden in Bratzlav, in het gouvernement Podolia, aan de Bug rivier geboren. Zijn vader Harry Uhnstahl emigreerde rond 1903 naar de Verenigde Staten en omdat Uhnstahl niet naar een Amerikaanse naam klonk noemde hij zich voortaan Silverstein en vanaf 1917 uitsluitend nog Stein. Samen met zijn broer Irving studeerde hij eerst aan de American Conservatory of Music in Chicago onder andere viool bij Herbert Butler. Aansluitend studeerde hij aan de DePaul-universiteit in Chicago, waar hij in 1935 zijn Master of Music behaalde en in 1949 tot Ph.D. (Philosophiæ Doctor) promoveerde. Zijn leraren voor orkestdirectie waren Frederick Stock en Hans Lange. 
Aan zijn Alma Mater werd hij aansluitend docent en later professor in de muziek. Hij leerde met 2 jaren onderbreking door militaire dienst tijdens de Tweede Wereldoorlog van 1931 in het totaal 47 jaren tot 1978 aan deze universiteit en was vanaf 1966 ook hoofd van de School of Music. Tot zijn leerlingen behoorden onder andere Irene Britton Smith (1907-1999), John Downey en Tom O'Horgan.
Van 1965 tot 1977 was hij ook dirigent van het DePaul University Orchestra, nadat hij van 1945 tot 1965 al dirigent van de Community Symphony of Chicago was geweest. Naast deze orkesten was hij ook dirigent van de City Symphony of Chicago (1964-1984) en van de Niles Township Jewish Congregation in Skokie (1956-1966). 
Als componist schreef hij meer dan honderd publiceerde werken, waaronder vier symfonieën, twee opera's, vijf strijkkwarteten, werken voor harmonieorkest, kamermuziek en vocale muziek. 
Hij was gehuwd met Anne Helman. Samen hadden zij twee zonen, Robert Stein en Kenneth Stein.

## Composities

### Werken voor orkest
- 1936 Passacaglia, voor orkest
- 1938 Sinfonietta, voor strijkorkest
- 1938-1939 Concerto in a-klein, voor viool en orkest
- 1941 Three Hassidic Dances, voor orkest 
  1. Dance of the Joyous: Allegro
  2. Dance of the Enraptured: Adagio - Andantino
  3. Dance of the Exultant: Moderato - Allegro
- 1945 Sailor's hornpipe
- 1950 Festive overture
- 1950 Symphony No. 2
- 1954 Rhapsody, voor dwarsfluit solo, harp solo en strijkorkest
- 1957 Adagio and rondo ebraico, voor orkest
- 1959 Symphonic Movement
- 1975 Symphony No. 4
- 1977 Concerto, voor cello en orkest
- 1986 Concerto, voor hobo en strijkorkest
- Then Shall the Dust Return

### Werken voor harmonieorkest
- Nexus

### Missen, cantates en gewijde muziek
- 1953 The Lord Reigneth (Psalm 97), cantate voor tenor, vrouwenkoor en orgel

### Muziektheater

#### Opera's
| Voltooid in | titel                | aktes  | première | libretto                                                    |
| ----------- | -------------------- | ------ | -------- | ----------------------------------------------------------- |
| 1954        | The Fisherman's Wife | 1 akte |          | R. Rosen, gebaseerd op een sprookje van de Gebroeders Grimm |
| 1956        | Deirdre              | 1 akte |          | William Butler Yeats                                        |

#### Balletten
| Voltooid in | titel  | aktes | première | libretto | choreografie |
| ----------- | ------ | ----- | -------- | -------- | ------------ |
|             | Exodus |       |          |          |              |

### Vocale muziek
- 1952 Songs of the Night  - tekst: gedichten van Hayyim Nahman Bialik
- Kaddish, voor tenor solo en strijkers

### Kamermuziek
- 1931 Adagio and dance, voor viool, cello en piano
- 1931 Sonatina, voor twee violen
- 1932 Sonata, voor viool en piano
- 1933 Strijkkwartet (No. 1)
- 1935 Adagio and Chassidic dance, voor dwarsfluit en tambourine
- 1936 Blazerskwintet
- 1942-1949 Twelve Preludes, voor viool en piano
- 1952 Invocation and Dance, voor viool en piano
- 1957 Kwintet voor altsaxofoon en strijkkwartet
- 1958 Trio, voor drie trompetten
- 1959 Prelude, chorale, and fugue, voor trombonekwartet
- 1960 Introduction and Rondo, voor dwarsfluit en slagwerk
- 1961 Trio Concertante, voor viool, saxofoon en piano
- 1962 Strijkkwartet No. 2
- 1964 Strijkkwartet No. 3
- 1965 Strinkkwartet No. 4
- 1975 Kwintet, voor koperblazers
- 1976 Kwintet, voor harp en strijkkwartet
- 1978 Duo Concertante, voor altviool en cello
- 1978 Suite, voor blazerskwintet
- 1982 Three for nine, voor dwarsfluit, hobo, klarinet, fagot, hoorn in F, viool, altviool, cello en contrabas
- 1986 Suite, voor strijktrio (viool, altviool en cello)
- Air, voor cello en piano
- Concerto, voor klarinet en slagwerk ensemble
- Dance Ebraico, voor cello en piano
- Sextet, voor altsaxofoon en blazerskwintet

### Werken voor orgel
- Sabbath prelude

### Werken voor piano
- 1931 Prelude and Fugue
- 1938 Toccata No. 1
- 1953 Children's Suite
- 1957 Toccata No. 2
- 1961 Berceuse
- 1981 Toccata No. 3
- Prelude I in b-klein
- This Land Is Jazzland

## Publicaties
- The Racial Thinking of Richard Wagner, 1950
- Structure and Style - the study and analysis of musical forms, Summy-Birchard, Incorporated, 1962, Expanded Edition 1979, 297 p., - ISBN 0874871646
- Anthology of Musical Forms, Summy-Birchard, Incorporated, 1962, 164 p., ISBN 0874870445
- Fragments of Autobiography, Arno Press, New York, 1974, ISBN 0405060963